# غرانت غالاغير
غرانت غالاغير (بالإنجليزية: Grant Gallagher)‏ (11 يناير 1991 في المملكة المتحدة - ) هو لاعب كرة قدم بريطاني في مركز الدفاع. لعب مع نادي دمبرتون ونادي سترنرير ‏.

## وصلات خارجية
- غرانت غالاغير على موقع قاعدة بيانات كرة القدم.إي يو (الإنجليزية)
- غرانت غالاغير على موقع Soccerbase.com (لاعب) (الإنجليزية)